# Joseph Caspar Witsch

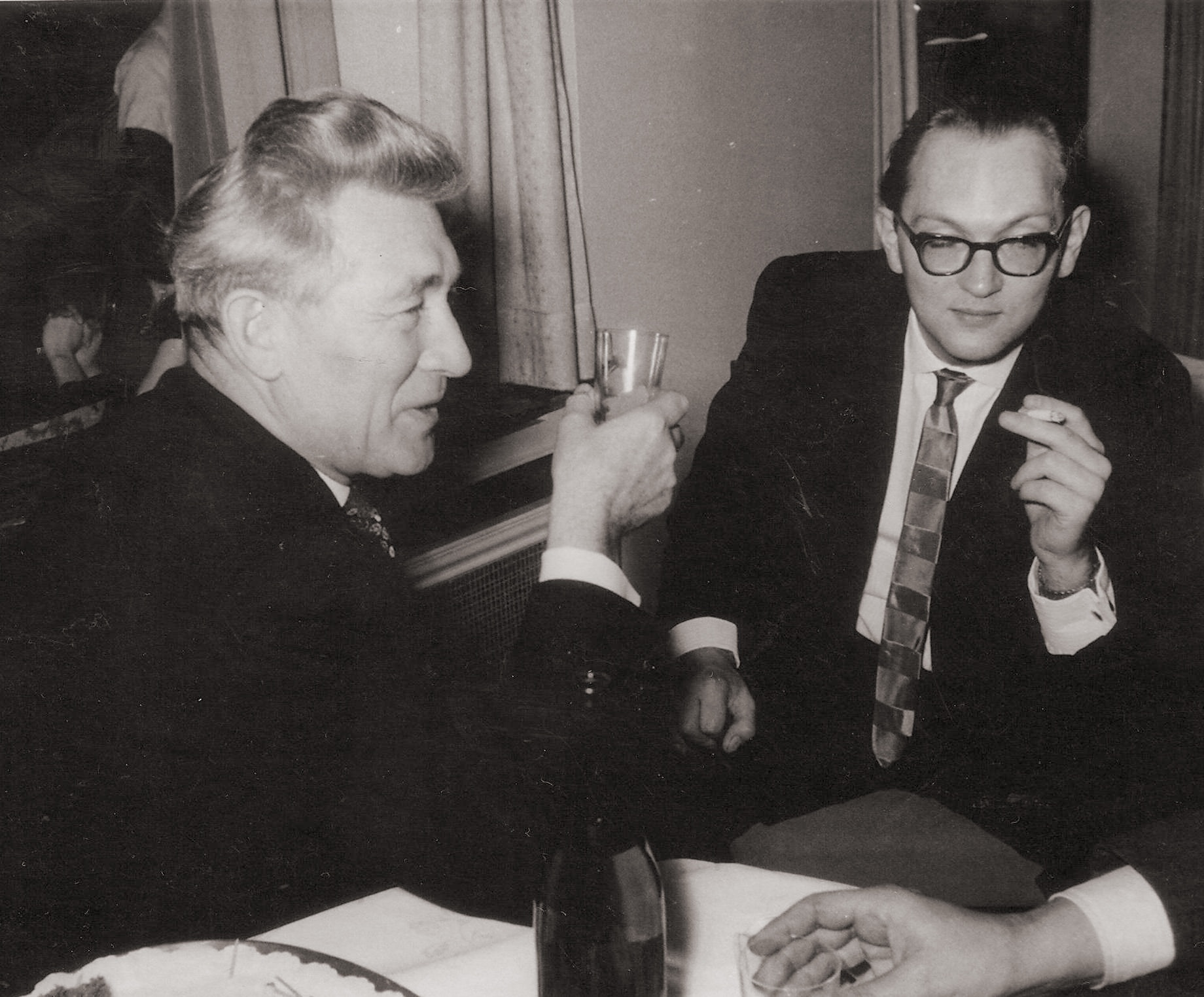
Verleger Joseph Witsch und Jürgen Rühle, 1960

Joseph Caspar Witsch (* 17. Juli 1906 in Kalk; † 28. April 1967 in Düsseldorf) war ein deutscher Bibliothekar und Verleger.

## Leben
Joseph Caspar Witsch wurde 1906 als ältester Sohn des Dachdeckers Christian Witsch und seiner Frau Elisabeth im damals noch eigenständigen Kölner Vorort Kalk geboren. Nachdem Witschs Vater 1915 im Ersten Weltkrieg gefallen war, verschlechterte sich die wirtschaftliche Lage der Familie zusehends, sodass Witsch sich 1921 entschloss, das Gymnasium ohne Abitur zu verlassen, um seine Mutter zu unterstützen. Er arbeitete dann zunächst als Angestellter bei der Stadtverwaltung Köln und qualifizierte sich im Selbststudium weiter. Er besuchte die 1927 gegründete Westdeutsche Volksbüchereischule in Köln und legte 1931 an der Deutschen Volksbüchereischule in Leipzig sein Examen als Volksbibliothekar ab. Neben seiner anschließenden Arbeit an der Stadtbücherei Köln, wo er 1932 die Technische Bibliothek übernahm, studierte Witsch Philosophie, Soziologie, Geschichte und Literaturgeschichte an den Universitäten in Köln und Leipzig.
Gegen Ende der Weimarer Republik sympathisierte er mit der Sozialistischen Arbeiterpartei (SAP) und verhalf nach 1933 Emigranten zur Flucht. Als Kommunist denunziert, wurde er nach der nationalsozialistischen Machtübernahme 1933 entlassen, aber bereits im Oktober desselben Jahre trat er der SA bei und arbeitete 1935 in Stralsund wieder als Bibliothekar. Ebenfalls 1935 wurde er in Köln  mit einer Dissertation über Der Begriff „Stand“ in der Gesellschafts- und Staatsphilosophie Fichtes promoviert. 1936 übernahm er die Leitung der Ernst-Abbe-Bibliothek und der „Staatlichen Landesstelle für das volkstümliche Büchereiwesen“ in Jena. 1937 trat er der NSDAP bei. Während der NS-Diktatur gelang ihm das Paradox, das Volksbüchereiwesen zu demokratisieren, indem er freie Buchwahl für Ausleiher einführte und so die direkte Kontrolle der Buchausgabe durch Bibliothekare abschaffte.  Er beteiligte sich nur zum Schein an der „Säuberungs“welle der Bibliotheken von jüdischen und sozialistischen Autoren, da er die aussortierten Exemplare im Keller der Bibliothek aufbewahrte.

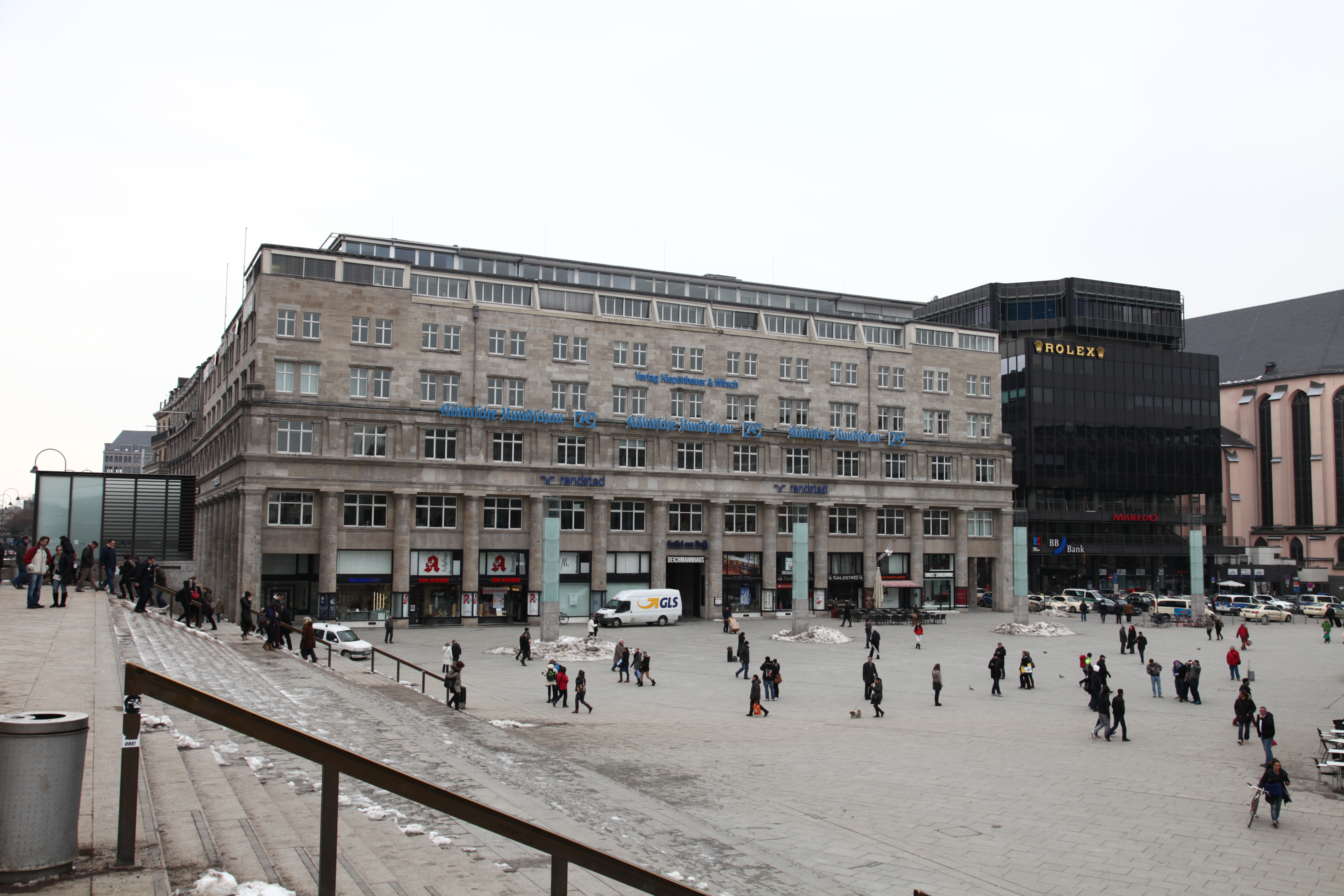
Verlagsgebäude Kiepenheuer & Witsch, Köln am Dom (2013)

Während des Zweiten Weltkrieges war Witsch Soldat, wurde aber wiederholt freigestellt. Bei Kriegsende war er Flaksoldat in Italien und schlug sich von da zurück nach Thüringen durch. Hier wurde er zunächst Leiter der Thüringischen Landesstelle für Buch- und Bibliothekswesen, floh aber 1948 in den Westen nach Haspe und wohnte dort zeitweilig im Haus des Chirurgen Fritz Breuer. 1949 gründete er gemeinsam mit Gustav Kiepenheuer, der aber noch im selben Jahr in Weimar verstarb, den Verlag Kiepenheuer & Witsch. Im Rahmen des Verlagsprogramms finanzierte die CIA Übersetzungen US-amerikanischer Bücher durch den Kongress für kulturelle Freiheit. Witsch war der Leiter der Kölner Sektion des Kongresses für kulturelle Freiheit. Starautor des jungen Verlages wurde Anfang der 1950er Jahre Heinrich Böll, der dem Verlag bis zu seinem Tode treu blieb. Bölls Reiseberichte aus Osteuropa leitete Witsch umgehend an die Pariser CIA-Zentrale weiter. Joseph C. Witsch gehörte 1954 zu den Initiatoren der Buchreihe Die Bücher der Neunzehn, einem Gemeinschaftsprojekt von 19 deutschen Verlagen, und setzte sich auch für die 1960 erfolgte Gründung des Deutschen Taschenbuch Verlags (dtv) ein. Witsch galt in der frühen Bundesrepublik als ein „begnadeter und medienversierter Netzwerker“, der mit international bekannten liberalen und linken Autoren wie auch mit antikommunistischer Literatur und Propagandaschriften wirtschaftlichen Erfolg hatte. 1963 wurde sein Schwiegersohn Reinhold Neven DuMont sein Assistent und 1969, zwei Jahre nach dem Tode Witschs, Eigentümer des Verlags.
Kurz vor seinem Tode 1967 sollte Witsch mit dem Verdienstkreuz 1. Klasse der Bundesrepublik Deutschland ausgezeichnet werden. Diese Ehrung lehnte er aber ab, als er erfuhr, dass dem Fußballtrainer Sepp Herberger eine höhere Auszeichnung verliehen worden war.
Witsch war verheiratet mit der Bibliothekarin und Schriftstellerin Elisabeth Witsch geb. Deux (1905–1978). Das Paar hatte vier Töchter: Annette (verheiratete Neven Dumont), Christa oder Krista (* 1937, Schauspielerin), Bettina (verheiratete Demolin) und Gabriele (* 1944).
Nach mehreren Herzinfarkten verstarb Witsch 1967 im Alter von 60 Jahren im Städtischen Krankenhaus Benrath. Die Grabstätte der Eheleute befand sich auf dem Kölner Friedhof Melaten; sie wurde 2011 abgeräumt.